# Morpho niger
Morpho niger är en fjärilsart som beskrevs av Weber 1951. Morpho niger ingår i släktet Morpho och familjen praktfjärilar. Inga underarter finns listade i Catalogue of Life.